# Басс, Дэвид
Дэвид Майкл Басс (родился 14 апреля 1953 г.) — американский психолог-эволюционист из Техасского университета в Остине; исследует половые различия людей в выборе партнера. Считается одним из основоположников эволюционной психологии.

## Биография
Получил докторскую степень по психологии в Калифорнийском университете в Беркли в 1981 году. Прежде чем стать профессором Техасского университета,  четыре года был доцентом Гарвардского университета и одиннадцать лет профессором Мичиганского университета.
Основные темы  исследований включают стратегии мужского спаривания, конфликты между полами, социальный статус, социальную репутацию, престиж, эмоцию ревности, убийство, защиту от убийства и, совсем недавно, преследование. Все они рассматриваются с эволюционной точки зрения. Басс является автором более 200 научных статей и получил множество наград, в том числе выдающуюся научную премию APA за  вклад в психологию (1988).  
Является автором ряда  книг, в том числе «Эволюция желания», «The Dangerous Passion» и «The Murderer Next Door», в которых представлена  теория убийства с эволюционной точки зрения и  «When Men Behave Badly: The Hidden Roots of Sexual Deception, Harassment, and Assault», описывающая гендерные различия в репродуктивном поведении

## Научная работа

### Частотный подход к действиям
Басс и К. Крейк (1980) предложили ввести теорию прототипов в психологию личности

### Краткосрочные и долгосрочные стратегии спаривания
Научные интересы Басса включают изучение различий в выборе партнера между краткосрочными и долгосрочными стратегиями спаривания (т. е. ищут ли они «свидание» или серьезные отношения).    
Они обнаружили, что предпочтительные стратегии спаривания у женщин связаны не с  внешностью претендента, а с практическими аспектами, с точки зрения  ресурсов, здоровья и выносливости.   

### Половые различия
Басс утверждает, что мужчины и женщины на протяжении всей истории человечества сталкивались с разными адаптивными проблемами, которые сегодня формируют различия в поведении мужчин и женщин. Женщины сталкиваются с проблемами выживания во время беременности и лактации, а затем воспитания детей. Мужчины, напротив, столкнулись с проблемами неуверенности в отцовстве, с сопутствующим риском неправильного распределения ресурсов и максимизации потомства, которому они передают свои гены. Поскольку оплодотворение может произойти при любом выборе самки, самцы не могут быть уверены, что ребенок, в которого они вкладывают деньги, генетически является их потомком.
Чтобы решить дилемму женской адаптации, самки выбирают верных партнеров, которые готовы и могут вкладывать средства в нее и ее потомство, предоставляя ресурсы и защиту. Исторически сложилось так, что женщины, которые были менее разборчивы в выборе партнеров, имели более низкий репродуктивный успех и выживаемость. Мужчины решают проблему адаптации, связанную с неуверенностью в отцовстве и неправильным распределением ресурсов, выбирая верных в сексуальном отношении партнеров. Чтобы максимизировать свое потомство, мужчины приняли краткосрочную стратегию спаривания, привлекая и оплодотворяя многих фертильных партнеров, а не одну долгосрочную партнершу
Путем длительных исследований Басс обнаружил, что мужчины придают очень большое значение возрасту партнерши, поскольку с ним связан потенциал плодовитости. Басс также обнаружил, что женщины стремятся к партнерам постарше, что связано с тем, что пожилые мужчины, как правило, имеют больше шансов на высокий социальный статус что в свою очередь увеличивает количество ресурсов для женщины и ее потомства.

### Выбор партнера
Басс провел многочисленные исследования, сравнивая предпочтения людей в отношении партнера по таким факторам, как пол, время, родители и потомство и тип отношений. Он также провел большое исследование, посвященное универсальным предпочтениям партнера. Басс, Чанг, Шакелфорд и Ван изучили выборку из Китая и обнаружили, что мужчины в большей степени, чем женщины, предпочитают черты, связанные с фертильностью, такие как молодость и физическая привлекательность. Мужчины также хотели иметь черты, которые можно рассматривать как женские стереотипы, в том числе навыки домработницы.   Женщины, однако, предпочитают черты, связанные с ресурсами, такие как хорошая способность зарабатывать, социальный статус, образование и интеллект, амбиции и трудолюбие Женщины также больше, чем мужчины ценят такие качества, как доброта и понимание, общительность, надежность, эмоциональная стабильность и интересная личность. В целом, эти различия в предпочтениях партнеров, по-видимому, отражают гендерные стереотипы, а также теории эволюционной психологии, которые утверждают, что мужчины предпочтут фертильность, чтобы передать свои гены, в то время как женщины предпочтут ресурсы для обеспечения семьи.     

### Эмоциональный ущерб от неверности партнера
Басса также исследует различные способы, которыми мужчины и женщины справляются с неверностью партнера. Его Теория стратегического вмешательства (Strategic Interference Theor, SIT) утверждает, что конфликт возникает, когда стратегии, применяемые одним человеком, мешают стратегиям, целям и желаниям другого. Басс обнаружил, что  две основные эмоции в этом случае, это гнев и страдание.   Они выполняют четыре функции: (1) привлечь внимание к произошедшему, (2) сохранить память о неверности, (3) мотивировать действия, которые уменьшают или устраняют источник постороннего  вмешательства в отношения, и (4) мотивировать последующее избегание ситуаций, вызывающих такое вмешательство в будущем.   

### Комментарии
1. ↑  В 2022 году книга издана на русском под заголовком «Почему мужчины делают это»[3]